# Torpedowce typu Tb VII
Torpedowce typu Tb VII – austro-węgierskie torpedowce z początku XX wieku. W latach 1909–1911 w krajowej stoczni Danubius we Fiume zbudowano sześć okrętów tego typu. W 1910 roku oznaczenia numeryczne jednostek zmieniono z cyfr rzymskich na arabskie. Torpedowce weszły w skład Kaiserliche und Königliche Kriegsmarine w latach 1910–1911. Okręty wzięły czynny udział w I wojnie światowej; w jej trakcie załoga SM Tb 11 zdezerterowała i okręt trafił w ręce Włochów, gdzie służył w Regia Marina pod nazwą „Francesco Rismondo” do 1925 roku. W grudniu 1918 roku, już po zakończeniu wojny, były SM Tb 12 pod banderą Państwa Słoweńców, Chorwatów i Serbów wszedł na mieliznę nieopodal Spalato. W wyniku podziału floty po upadku Austro-Węgier trzy torpedowce przyznano Wielkiej Brytanii, a dwa Włochom (wliczając wrak Tb 12). Większość została złomowana, jedynie były Tb 7 pływał we włoskiej służbie celnej do 1926 roku.

## Projekt i budowa
Po zamówieniu w stoczni STT w Trieście ośmiu przybrzeżnych torpedowców typu Tb I Węgrzy wymusili na dowództwie Kaiserliche und Königliche Kriegsmarine złożenie zamówienia na budowę podobnych jednostek w węgierskiej stoczni Danubius we Fiume, mimo że nie miała ona dostatecznego doświadczenia w konstrukcji okrętów. W rezultacie ograniczono liczbę zamówionych w stoczni STT jednostek typu Tb I z ośmiu do sześciu, a w stoczni Danubius złożono zamówienie na sześć zbliżonych konstrukcyjnie okrętów. Projekt torpedowców typu Tb VII bazował wizualnie na jednostkach typu Tb I, różnił się jednak powiększoną wypornością, innym typem napędu i usytuowaniem reflektora. Już w trakcie prób morskich ujawniły się usterki i poważne wady konstrukcji, m.in. niebezpieczny przechył podczas pływania z prędkością maksymalną, spowodowany dużym momentem obrotowym pojedynczej śruby .
Wszystkie okręty typu Tb VII zbudowane zostały w krajowej stoczni Danubius we Fiume (pod numerami stoczniowymi 23–28) . Stępki torpedowców położono w 1909 roku, a zwodowane zostały w latach 1909–1910. 
| Okręt             | Stocznia | Położenie stępki     | Wodowanie       | Wejście do służby | Los                                                                     |
| ----------------- | -------- | -------------------- | --------------- | ----------------- | ----------------------------------------------------------------------- |
| SM Tb VII (Tb 7)  | Danubius | 13 lipca 1909        | 30 grudnia 1909 | 29 lipca 1910     | przekazany Włochom w 1920, pływał w służbie celnej do 1926              |
| SM Tb VIII (Tb 8) | Danubius | 11 sierpnia 1909     | 24 lutego 1910  | 20 maja 1910      | przekazany Wielkiej Brytanii w 1920, złomowany                          |
| SM Tb IX (Tb 9)   | Danubius | 28 sierpnia 1909     | 22 marca 1910   | 20 maja 1910      | przekazany Wielkiej Brytanii w 1920, złomowany                          |
| SM Tb X (Tb 10)   | Danubius | 1 października 1909  | 14 maja 1910    | 13 lipca 1910     | przekazany Wielkiej Brytanii w 1920, złomowany                          |
| SM Tb XI (Tb 11)  | Danubius | 23 października 1909 | 24 maja 1910    | 31 grudnia 1910   | zdezerterował do Włoch w 1917, służył jako „Francesco Rismondo” do 1925 |
| SM Tb XII (Tb 12) | Danubius | 10 listopada 1909    | 31 maja 1910    | 23 maja 1911      | wszedł na mieliznę w 1918, przekazany Włochom w 1920, złomowany         |

## Dane taktyczno-techniczne
Jednostki typu Tb VII były przybrzeżnymi torpedowcami o długości na wodnicy 44,2 metra (43,3 metra między pionami), szerokości 4,4 metra i zanurzeniu 1,45 metra . Wyporność normalna wynosiła 131,5 tony. Okręty napędzane były przez trzycylindrową pionową maszynę parową potrójnego rozprężania o mocy 2400 KM, do której parę dostarczały dwa opalane paliwem płynnym kotły wodnorurkowe typu White-Forster . Jednośrubowy układ napędowy pozwalał osiągnąć maksymalną prędkość 26,5 węzła .
Okręty wyposażone były w dwie pojedyncze wyrzutnie torped kalibru 450 mm. Uzbrojenie artyleryjskie stanowiły dwa pojedyncze działa kalibru 47 mm SFK L/44 . Jednostki wyposażone były w reflektor, umieszczony z tyłu pomostu bojowego.
Załoga pojedynczego okrętu składała się z 20 oficerów i marynarzy.

## Służba
Pierwszych pięć torpedowców typu Tb VII zostało wcielonych do służby w Kaiserliche und Königliche Kriegsmarine w 1910 roku (SM Tb VII, SM Tb VIII, SM Tb IX, SM Tb X i SM Tb XI, a SM Tb XII w 1911 roku. W 1910 roku oznaczenia torpedowców zmieniono z cyfr rzymskich na arabskie (Tb 7 – Tb 12) . W momencie wybuchu I wojny światowej SM Tb 7 i SM Tb 9 wchodziły w skład 11. Grupy Torpedowców Sił Obrony Lokalnej w Poli, a SM Tb 8, SM Tb 10, SM Tb 11 i SM Tb 12 przyporządkowane były 19. Grupie Torpedowców Sił Obrony Lokalnej, stacjonując w Sebenico. Jednostki pełniły służbę patrolową wokół baz, eskortowały zespoły okrętów i używane były do trałowania. W nocy z 23 na 24 maja 1915 roku SM Tb 7 wziął udział w bombardowaniu prowincji Ankona. 5 października 1917 roku zbuntowała się załoga SM Tb 11, która zdezerterowała i poddała okręt Włochom, którzy wkrótce wcielili go do Regia Marina pod nazwą „Francesco Rismondo” (służył do 1925 roku). Pod koniec października 1917 roku SM Tb 9 uczestniczył w działaniach floty związanych z bitwą pod Caporetto. Po zakończeniu wojny, w grudniu 1918 roku były Tb 12 pod banderą Państwa Słoweńców, Chorwatów i Serbów wszedł na mieliznę nieopodal Spalato .
Z powodu rozpadu monarchii habsburskiej 1 listopada 1918 roku na jednostkach opuszczono po raz ostatni banderę KuKK. W wyniku przeprowadzonego w styczniu 1920 roku podziału floty austro-węgierskiej trzy okręty typu Tb VII zostały przyznane Wielkiej Brytanii (Tb 8, Tb 9 i Tb 10), zaś Tb 7 i wrak Tb 12 Włochom. Trzy przyznane Brytyjczykom okręty i Tb 12 zostały złomowane we Włoszech, a były Tb 7 używany był we włoskiej służbie celnej do 1926 roku .